# Rhogeessa alleni
Rhogeessa alleni — вид родини лиликових.

## Середовище проживання
Поширення: Мексика. Цей вид відомий погано. Комахоїдний. Відомий з пунктів від 125 до 1990 м над рівнем моря. Знаходиться в листопадних тропічних лісах.

## Загрози та охорона
Його ареал дуже фрагментований. Втрата середовища проживання є загрозою. Він знаходиться в кількох природоохоронних територіях і біосферних заповідниках.